# Zbigniew Bujak
Zbigniew Bujak (* 29. listopadu 1954 Łopuszno) je polský politik a bývalý disident.
Od roku 1973 pracoval jako elektrikář ve varšavské továrně na zemědělské stroje Ursus, kde působil v nezávislých odborech Komitet Obrony Robotników. V roce 1980 se stal členem vedení Solidarity. Po vyhlášení válečného stavu v prosinci 1981 se skrýval, zatčen byl až v květnu 1986 a v září byl propuštěn na amnestii. V roce 1986 také spolu s Adamem Michnikem obdržel Robert F. Kennedy Human Rights Award.
V roce 1989 byl jedním ze zástupců opozice při rozhovorech u kulatého stolu. Stál také u zrodu nezávislých novin Gazeta Wyborcza. V roce 1990 byl jedním ze zakladatelů politického hnutí Ruch Obywatelski Akcja Demokratyczna. Byl poslancem Sejmu za Ruch Demokratyczno-Społeczny v letech 1991 až 1993 a za stranu Unia Pracy 1993 až 1997. Po odchodu z politiky pracoval na celním úřadu. V roce 2002 se neúspěšně ucházel o funkci primátora Varšavy. V roce 2019 kandidoval do Evropského parlamentu za stranu Wiosna, opět nebyl zvolen.
Vystudoval dálkově politologii na Varšavské univerzitě. Je členem občanského sdružení Stowarzyszenie Wolnego Słowa. Vydal knihu rozhovorů s Januszem Rolickim nazvanou Przepraszam za Solidarność.